# Волкова, Екатерина Геннадьевна
Екатерина Геннадьевна Волкова (род. 16 февраля 1978[…], Курск) — российская легкоатлетка, двукратная чемпионка России, чемпионка мира 2007. Выступала в беге на 3000 м с препятствиями.

## Биография
26 октября 2016 года Международный олимпийский комитет (МОК) лишил Екатерину Волкову бронзовой медали Игр 2008 года после перепроверки допинг-проб, обнаружившей в организме спортсменки запрещённый Всемирным антидопинговым агентством (WADA) препарат туринабол.